# Nikolaï Debolski
Nikolaï Debolski (en russe : Дебо́льский Николай Григорьевич), né en 1842 et mort en 1918, est un philosophe russe.
Il s'est particulièrement attaché à discuter la pensée d'Emmanuel Kant. 